# Nordin Gerzić
Nordin Gerzić (Bosanska Gradiška, 9 novembre 1983) è un ex calciatore svedese di origine bosniaca, di ruolo centrocampista.

## Carriera
Arrivato in Svezia da bambino con la complicità delle guerre jugoslave, Gerzić è cresciuto calcisticamente tra la cittadina di Eskilstuna e quella di Örebro.
Nel 2000 ha anche svolto un provino con il Bayern Monaco, non andato però a buon fine. Tra il 2001 e il 2002 ha quindi giocato nell'Örebro Ungdom, squadra di sviluppo dell'Örebro SK.
Nel 2003, all'età di 20 anni, è stato girato in prestito temporaneo al Rynninge IK, altra squadra locale, militante nella terza nazionale. Vi ha giocato fino alla stagione 2006 compresa, nonostante la retrocessione in quarta serie avvenuta al termine del campionato 2004.
Dopo essersi allenato con l'Örebro SK durante il precampionato 2007, ha convinto dirigenza e staff ed è stato firmato a titolo definitivo. Nella sua stagione d'esordio nella Allsvenskan è stato una riserva, avendo collezionato 8 presenze, tutte dalla panchina. Nel 2008, sotto la guida tecnica del nuovo allenatore Sixten Boström, si è stabilito come titolare nell'undici di partenza. Le sue buone prestazioni hanno indotto il CT della Nazionale svedese Erik Hamrén a convocarlo per un paio di amichevoli disputate in Sudafrica nel gennaio 2011, insieme al compagno di squadra Michael Almebäck.
Nell'estate del 2011, Gerzić ha rinnovato il proprio contratto con l'Örebro per cinque anni, ma nel successivo mese di gennaio è stato venduto all'IFK Göteborg con un contratto di quattro anni. Questa cessione da 7,5 milioni di corone svedesi è stata in quel momento la più remunerativa nella storia dell'Örebro.
Gerzić all'IFK Göteborg è rimasto per una stagione e mezzo. Il 6 agosto 2013 infatti è tornato al suo vecchio club dell'Örebro, il quale nel frattempo era sceso nel campionato di Superettan. Il prestito è stato poi rinnovato anche per l'intera stagione 2014, la quale ha visto i bianconeri tornare a disputare il massimo campionato svedese dopo l'immediata promozione dell'anno precedente.
Dopo aver rescisso il contratto con l'IFK Göteborg con un anno di anticipo rispetto alla scadenza, nel gennaio 2015 è potuto tornare all'Örebro a titolo definitivo, rimanendovi fino al termine dell'Allsvenskan 2021 quando si è ritirato dal calcio giocato, in una stagione conclusa dai bianconeri con la retrocessione in Superettan.